# Гиголаев, Роланд Теймуразович
Ро́ланд Теймура́зович Гигола́ев (4 января 1990, Тбилиси, СССР) — российский футболист, полузащитник.

## Карьера

### Клубная

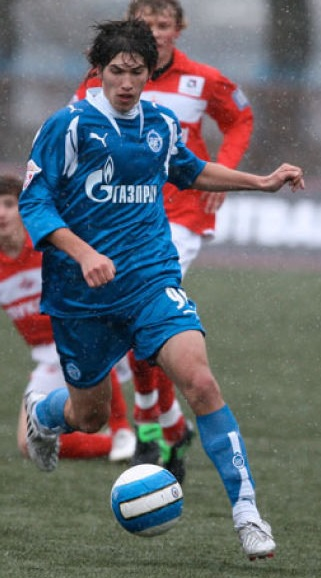
Гиголаев в «Зените»

Футболом начал заниматься с 12 лет во владикавказской школе «Юность». В 2007 году был приглашён в Санкт-Петербург, где играл за молодёжную команду «Зенита». В 2009 году под руководством Дика Адвоката принимал участие в товарищеских матчах с «Хельсинборгом» и «Копенгагеном», однако за основную команду Гиголаев так и не дебютировал, осев в молодёжной. В 2010 году при Лучано Спаллетти несколько раз призывался к тренировкам с главной командой. С 2007 по 2010 год Гиголаве отыграл в молодёжной команде 70 матчей, в которых забил 8 голов. В феврале 2011 Гиголаев решил не ехать на сбор «Зенита» в Марбелье, а подыскивать себе клуб, где у него будет игровая практика. После чего игроком заинтересовались представители «Алании» и Роланд подписал с клубом из Северной Осетии контракт на 4,5 года. Дебютировал за «Аланию» в матчах ФНЛ 4 апреля того же года, отметившись дублем в выездном матче против владимирского «Торпедо». 11 мая 2011 года вышел в основном составе в полуфинальном матче Кубка России против «Ростова», в котором получил предупреждение.
В феврале 2013 года на правах аренды перешёл в «Петротрест». В июле 2013 года подписал контракт с петербургским «Динамо». 23 июля 2018 года перешёл в «Анжи», на правах аренды из «Ахмата» до конца сезона. 28 июля 2020 года покинул «Ахмат».
В январе 2021 года стал игроком клуба «Кубань Холдинг» из станицы Павловской. В июне того же года покинул команду. Некоторое время выступал в ФНЛ за «Кубань». В феврале 2022 года заключил контракт с ивановским «Текстильщиком». 5 июля стало известно, что футболист по обоюдному согласию расторг контракт с красно-черными.

### В сборной
В 2010 году провёл два матча за молодёжную сборную России.

## Личная жизнь
Уроженец Тбилиси, по национальности — осетин. В 1992 году вместе с семьёй переехал во Владикавказ.

## Достижения
«Алания»
- Финалист Кубка России: 2010/11

## Статистика
| Клуб                  | Сезон                 | Чемпионат | Чемпионат | Кубок | Кубок | Еврокубки | Еврокубки | Итого | Итого |
| Клуб                  | Сезон                 | Игры      | Голы      | Игры  | Голы  | Игры      | Голы      | Игры  | Голы  |
| --------------------- | --------------------- | --------- | --------- | ----- | ----- | --------- | --------- | ----- | ----- |
| Алания                | 2011/12               | 38        | 3         | 2     | 0     | 3         | 0         | 43    | 3     |
| Алания                | 2012/13               | 7         | 0         | 0     | 0     | 0         | 0         | 7     | 0     |
| Всего за «Аланию»     | Всего за «Аланию»     | 45        | 3         | 2     | 0     | 3         | 0         | 50    | 3     |
| Петротрест            | 2012/13               | 8         | 0         | 0     | 0     | 0         | 0         | 8     | 0     |
| Всего за «Петротрест» | Всего за «Петротрест» | 8         | 0         | 0     | 0     | 0         | 0         | 8     | 0     |
| Динамо (С-Пб)         | 2013/14               | 22        | 0         | 0     | 0     | 0         | 0         | 22    | 0     |
| Всего за «Динамо»     | Всего за «Динамо»     | 22        | 0         | 0     | 0     | 0         | 0         | 22    | 0     |
| Всего за карьеру      | Всего за карьеру      | 75        | 3         | 2     | 0     | 3         | 0         | 80    | 3     |

## В медиафутболе
В мае 2023 года присоединился к медиафутбольной команде «Деньги».